# نبحا
نبحا هي إحدى أكبر القرى اللبنانية من قرى قضاء بعلبك في محافظة بعلبك الهرمل. تقدر مساحتها بواحد في المئة من مساحة لبنان. يتجاوز عدد سكانها الـ 20 ألف نسمة. تضم نبحا مجموعة أحياء كبيرة (القدام وقليلة والحرفوش والدمدوم والمحفارة) وتحدها بلدات شعث وحربتا واللبوة والرام والهرمل وبشري وعيناتا وبرقا.
تتمتع قرية نبحا بالعيش المشترك بين اهلها من المسلمين والمسيحيين.